# Makrokephaloszok
A makrokephaloszok vagy makróneszek (görög nyelven: „nagy fejűek”), ókori nép, a Pontus Euxinus déli partján, Pontosztól délkeletre éltek, a  kolkhisziak és a moszünikiak szomszédai voltak. Sztrabón azonosnak vélte őket a szerinte későbbi szanniakkal, de más források őket a makrokephaloszok kortársainak mondják. Nyers, de vitéz nép volt; fa sisak, fonott pajzs és rövid nyelű, hosszú hegyű lándzsa volt a fegyverzetük. 
Hérodotosz is említi őket.